# Màquia

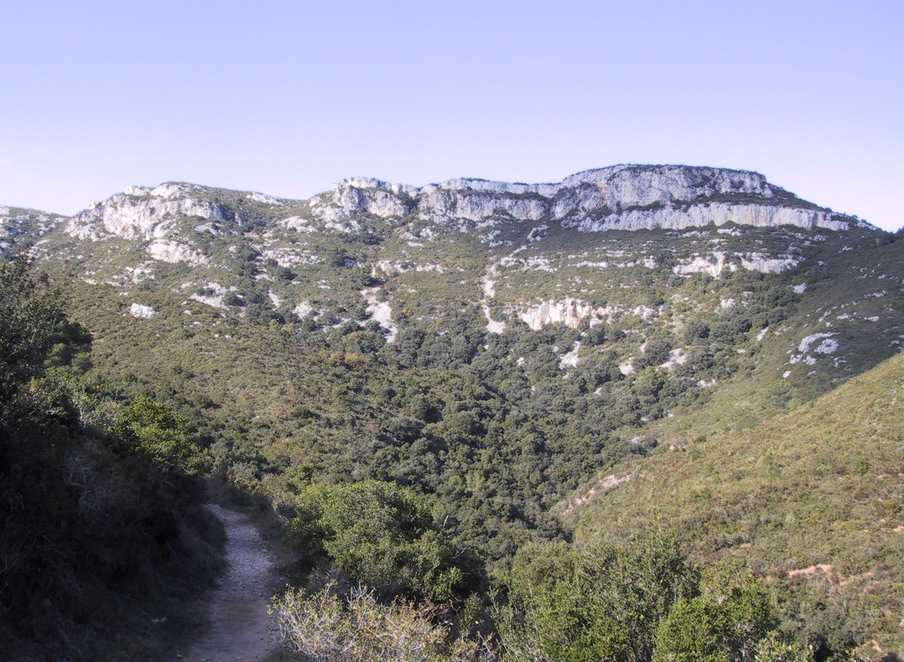
Màquia als vessants del Mata-redona, Serra del Montsià,

La màquia és una formació vegetal densa i ombrívola formada per arbustos alts (1,5-4 m) de tipus esclerofil·le, és a dir, adaptada a la sequera.

## Particularitats
És pròpia de les terres de la Mediterrània amb una gran sequera estiuenca: sud d'Europa, nord d'Àfrica i zones del Pròxim Orient com el sud de Turquia i el Líban. Als Països Catalans ocupa les muntanyes mitjanes i baixes del País Valencià, les Illes Balears i la major part de Catalunya. Ecosistemes anàlegs a la màquia es poden trobar a les regions de clima mediterrani de Califòrnia (chaparral), Xile, Sud-àfrica (fynbos) i el sud d'Austràlia (kwongan).
De la paraula màquia, d'origen italià, deriva el mot francès maquis que a la II Guerra Mundial i la Guerra Civil espanyola es va emprar per designar els guerrillers que s'amagaven entre aquest tipus de vegetació.
Les espècies vegetals a la màquia són força variables, s'hi troben espècies arbustives (arboç, marfull, llentiscle, margalló, etc.) però també es poden trobar alguns arbres, de mida reduïda, com l'alzina, el roure, l'auró negre o l'ullastre. Es diferencien dos grans tipus de comunitat vegetal, les espècies que les caracteritzen poden estar complementades per d'altres:
- Màquia continental de garric i arçot (Rhamno-Quercetum cocciferae)
- Màquia litoral de garric, margalló i llentiscle (Querco-Pistacietum lentisci o Querco-lentiscetum)

## Màquia continental de garric i arçot
Aquest tipus de màquia es caracteritza per una altura i densitats força variables i la presència d'un estrat herbaci poc important. Es troba en zones interiors de clima continental sec com la Depressió Central catalana. A l'estrat arbori es pot trobar: pi blanc, garric. A l'estrat arbustiu es pot trobar: càdec, arçot, savina comuna.

## Màquia litoral de garric, margalló i llentiscle
Aquest tipus de màquia es caracteritza per una altura i densitat importants (fins a 4 metres, però normalment d'un a dos metres) i la presència d'espècies que no toleren el fred (psicrofobes). Es troba a la zona costanera de la Mediterrània amb clima sec, sobre sòls prims, de vegades calcaris i rocosos.
A l'estrat arbori podem trobar: pi blanc, garrofer, ullastre
A l'estrat arbustiu podem trobar: margalló, garric, llentiscle, arçot
També es pot trobar l'arítjol, la rogeta o l'esparreguera.